# European Sports Media
La European Sports Media es una asociación europea de publicaciones de fútbol, con sede en Barcelona, España. Los miembros del grupo eligen mensualmente el «Equipo del mes», donde mediante votación escogen a los mejores jugadores del continente de cada mes. También conceden el premio al «Equipo del año» y la Bota de Oro.

## Historia

### Miembros fundadores
En sus inicios la asociación se llamaba "European Sport Magazines" y fue fundada por distintas revistas europeas dedicadas al deporte. Los miembros fundadores fueron:
- A Bola
- Don Balón
- Foot Magazine
- Kicker
- La Gazzetta dello Sport
- Onze Mondial
- Sport
- Voetbal International
- World Soccer Magazine

### Miembros actuales
En 1997, la revista francesa Onze Mondial fue reemplazada por la publicación France Football. La revista suiza Sport quebró en 1999 con su consiguiente desaparición y France Football dejó el grupo antes de la temporada 2001-02 entrando en su lugar los rusos de Sport-Express, y más tarde So Foot en representación gala. La revista Don Balón, uno de los miembros fundadores, dejó de ser miembro tras su desaparición en 2011 pero en 2015 retomó su actividad a nivel digital y pasó a ser un asociado o colaborador histórico. Durante la temporada 2011-12 fue cuando la asociación pasó a llamarse European Sports Media (ESM). Los miembros actuales son:
- A Bola
- Fanatik
- ELF Voetbal
- De Telegraaf - Telesport
- Kicker
- Frankfurter Allgemeine
- Sport-Express
- Tipsbladet
- World Soccer
- Sportal
- Marca
- So Foot
- Nemzeti Sport
- La Gazzetta dello Sport

## Equipo de la temporada

### 1994-95
| Portero    | Defensores                                               | Mediocampistas                                | Delanteros                                  |
| ---------- | -------------------------------------------------------- | --------------------------------------------- | ------------------------------------------- |
| Vítor Baía | Danny Blind Frank Rijkaard Matthias Sammer Paolo Maldini | Michael Laudrup Jari Litmanen Gianfranco Zola | Jürgen Klinsmann Alan Shearer Iván Zamorano |

### 1995-96
| Portero           | Defensores                                            | Mediocampistas                                       | Delanteros               |
| ----------------- | ----------------------------------------------------- | ---------------------------------------------------- | ------------------------ |
| Edwin van der Sar | Danny Blind Laurent Blanc Frank de Boer Paolo Maldini | Mehmet Scholl Jari Litmanen Raí Alessandro Del Piero | Éric Cantona George Weah |

### 1996-97
| Portero        | Defensores                                                  | Mediocampistas                                                   | Delanteros          |
| -------------- | ----------------------------------------------------------- | ---------------------------------------------------------------- | ------------------- |
| Angelo Peruzzi | Jocelyn Angloma Ciro Ferrara Fernando Hierro Roberto Carlos | Luis Enrique Clarence Seedorf Alessandro Del Piero Raúl González | Davor Šuker Ronaldo |

### 1997-98
| Portero        | Defensores                                                | Mediocampistas                                                  | Delanteros              |
| -------------- | --------------------------------------------------------- | --------------------------------------------------------------- | ----------------------- |
| Angelo Peruzzi | Gary Neville Laurent Blanc Fernando Hierro Roberto Carlos | Luís Figo Fernando Redondo Zinedine Zidane Alessandro Del Piero | Christian Vieri Ronaldo |

### 1998-99
| Portero    | Defensores                                             | Mediocampistas                                           | Delanteros                      |
| ---------- | ------------------------------------------------------ | -------------------------------------------------------- | ------------------------------- |
| Carlos Roa | Lilian Thuram Laurent Blanc Jaap Stam Bixente Lizarazu | David Beckham Stefan Effenberg Siniša Mihajlović Rivaldo | Gabriel Batistuta Raúl González |

### 1999-00
| Portero     | Defensores                                                     | Mediocampistas                                   | Delanteros                      |
| ----------- | -------------------------------------------------------------- | ------------------------------------------------ | ------------------------------- |
| Oliver Kahn | Jocelyn Angloma Siniša Mihajlović Paolo Maldini Roberto Carlos | Luís Figo Roy Keane Juan Sebastián Verón Rivaldo | Andriy Shevchenko Raúl González |

### 2000-01
| Portero     | Defensores                                                  | Mediocampistas                                             | Delanteros                 |
| ----------- | ----------------------------------------------------------- | ---------------------------------------------------------- | -------------------------- |
| Oliver Kahn | Jocelyn Angloma Alessandro Nesta Sami Hyypiä Roberto Carlos | Gaizka Mendieta Mehmet Scholl Francesco Totti Pavel Nedvěd | Hernán Crespo Michael Owen |

### 2001-02
| Portero         | Defensores                                      | Mediocampistas                                                 | Delanteros                          |
| --------------- | ----------------------------------------------- | -------------------------------------------------------------- | ----------------------------------- |
| Francesco Toldo | Carles Puyol Lúcio Walter Samuel Roberto Carlos | Rubén Baraja Michael Ballack Zinedine Zidane Fredrik Ljungberg | Christian Vieri Ruud van Nistelrooy |

### 2002-03
| Portero          | Defensores                                                 | Mediocampistas                              | Delanteros                               |
| ---------------- | ---------------------------------------------------------- | ------------------------------------------- | ---------------------------------------- |
| Gianluigi Buffon | Lilian Thuram Carles Puyol Daniel van Buyten Paolo Maldini | Zinedine Zidane Pavel Nedvěd Roberto Carlos | Roy Makaay Mateja Kežman Christian Vieri |

### 2003-04
| Portero         | Defensores                                                | Mediocampistas                                           | Delanteros                      |
| --------------- | --------------------------------------------------------- | -------------------------------------------------------- | ------------------------------- |
| Timo Hildebrand | Paulo Ferreira Roberto Ayala Walter Samuel Roberto Carlos | Ludovic Giuly Zinedine Zidane Francesco Totti Ronaldinho | Thierry Henry Andriy Shevchenko |

### 2004-05
| Portero   | Defensores                              | Mediocampistas                                | Delanteros                                  |
| --------- | --------------------------------------- | --------------------------------------------- | ------------------------------------------- |
| Petr Čech | Carles Puyol John Terry Fabio Cannavaro | Ronaldinho Deco Mark van Bommel Frank Lampard | Andriy Shevchenko Samuel Eto'o Arjen Robben |

### 2005-06
| Portero   | Defensores              | Mediocampistas                                               | Delanteros                          |
| --------- | ----------------------- | ------------------------------------------------------------ | ----------------------------------- |
| Petr Čech | Cris Lúcio Carles Puyol | Cristiano Ronaldo Esteban Cambiasso Frank Lampard Ronaldinho | Luca Toni Samuel Eto'o Lionel Messi |

### 2006-07
| Portero        | Defensores                                 | Mediocampistas                                            | Delanteros                                        |
| -------------- | ------------------------------------------ | --------------------------------------------------------- | ------------------------------------------------- |
| Grégory Coupet | Daniel Alves Nemanja Vidić Marco Materazzi | Cristiano Ronaldo Juninho Francesco Totti Dejan Stanković | Zlatan Ibrahimović Didier Drogba Frédéric Kanouté |

### 2007-08
| Portero       | Defensores                                                  | Mediocampistas                                | Delanteros                                      |
| ------------- | ----------------------------------------------------------- | --------------------------------------------- | ----------------------------------------------- |
| Iker Casillas | Rio Ferdinand William Gallas Christian Panucci Sergio Ramos | Cristiano Ronaldo Cesc Fàbregas Franck Ribéry | Zlatan Ibrahimović Lionel Messi Fernando Torres |

### 2008-09
| Portero           | Defensores                      | Mediocampistas                                   | Delanteros                          |
| ----------------- | ------------------------------- | ------------------------------------------------ | ----------------------------------- |
| Edwin van der Sar | Nemanja Vidić John Terry Maicon | Lionel Messi Cristiano Ronaldo Xavi Daniel Alves | Samuel Eto'o Vedad Ibišević Grafite |

### 2009-10
| Portero     | Defensores              | Mediocampistas                                           | Delanteros                                  |
| ----------- | ----------------------- | -------------------------------------------------------- | ------------------------------------------- |
| Júlio César | Lúcio John Terry Maicon | Wesley Sneijder Frank Lampard Cesc Fàbregas Daniel Alves | Lionel Messi Cristiano Ronaldo Arjen Robben |

### 2010-11
| Portero       | Defensores                                           | Mediocampistas                           | Delanteros                                  |
| ------------- | ---------------------------------------------------- | ---------------------------------------- | ------------------------------------------- |
| Víctor Valdés | Mats Hummels Nemanja Vidić Gerard Piqué Daniel Alves | Andrés Iniesta Nuri Şahin Xavi Hernández | Lionel Messi Samuel Eto'o Cristiano Ronaldo |

### 2011-12
| Portero      | Defensores                                             | Mediocampistas                            | Delanteros                                      |
| ------------ | ------------------------------------------------------ | ----------------------------------------- | ----------------------------------------------- |
| Manuel Neuer | Daniel Alves Vincent Kompany Mats Hummels Sergio Ramos | Xavi Hernández Andrea Pirlo Shinji Kagawa | Cristiano Ronaldo Robin van Persie Lionel Messi |

### 2012-13
| Portero      | Defensores                           | Mediocampistas                                                  | Delanteros                                        |
| ------------ | ------------------------------------ | --------------------------------------------------------------- | ------------------------------------------------- |
| Manuel Neuer | Giorgio Chiellini Dante Philipp Lahm | Gareth Bale İlkay Gündoğan Thomas Müller Bastian Schweinsteiger | Zlatan Ibrahimović Lionel Messi Cristiano Ronaldo |

### 2013-14
| Portero          | Defensores                                  | Mediocampistas                       | Delanteros                                       |
| ---------------- | ------------------------------------------- | ------------------------------------ | ------------------------------------------------ |
| Thibaut Courtois | Gerard Piqué Pepe Mehdi Benatia David Alaba | Yaya Touré Philipp Lahm Arturo Vidal | Zlatan Ibrahimović Luis Suárez Cristiano Ronaldo |

### 2014-15
| Portero          | Defensores                                                     | Mediocampistas                         | Delanteros                                 |
| ---------------- | -------------------------------------------------------------- | -------------------------------------- | ------------------------------------------ |
| Gianluigi Buffon | Gerard Piqué Sergio Ramos Giorgio Chiellini Branislav Ivanović | Cesc Fàbregas Arjen Robben Eden Hazard | Cristiano Ronaldo Luis Suárez Lionel Messi |

### 2015-16
| Portero      | Defensores                                          | Mediocampistas                         | Delanteros                                 |
| ------------ | --------------------------------------------------- | -------------------------------------- | ------------------------------------------ |
| Keylor Navas | Marcelo Vieira Diego Godín Gerard Piqué Filipe Luís | Paul Pogba Ángel Di María N'Golo Kanté | Cristiano Ronaldo Luis Suárez Lionel Messi |

### 2016-17
| Portero          | Defensores                                              | Mediocampistas                   | Delanteros                                    |
| ---------------- | ------------------------------------------------------- | -------------------------------- | --------------------------------------------- |
| Gianluigi Buffon | Marcelo Vieira Sergio Ramos David Luiz Leonardo Bonucci | N'Golo Kanté Thiago Paulo Dybala | Cristiano Ronaldo Lionel Messi Edinson Cavani |

## Más apariciones

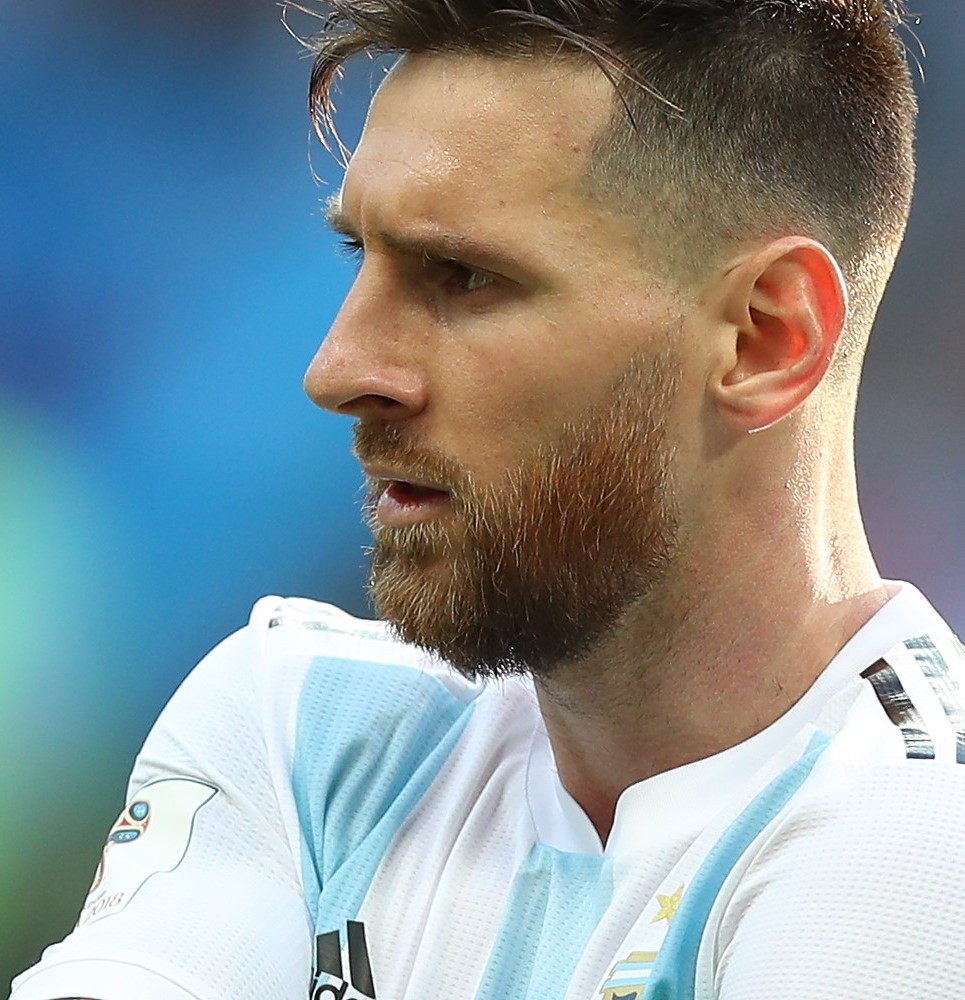
Messi, jugador con más apariciones.

| Player | Wins                 |
| ------ | -------------------- |
| 13     | Lionel Messi         |
| 12     | Cristiano Ronaldo    |
| 7      | Roberto Carlos       |
| 5      | Dani Alves           |
| 4      | Samuel Eto'o         |
| 4      | Paolo Maldini        |
| 4      | Carles Puyol         |
| 4      | Zinedine Zidane      |
| 4      | Zlatan Ibrahimović   |
| 3      | Raúl González Blanco |
| 3      | Thierry Henry        |
| 3      | Frank Lampard        |
| 3      | Lúcio                |
| 3      | Alessandro Del Piero |
| 3      | Ronaldinho           |
| 3      | Andriy Shevchenko    |
| 3      | John Terry           |
| 3      | Francesco Totti      |
| 3      | Nemanja Vidić        |
| 3      | Xavi                 |
| 3      | Luis Suárez          |
| 3      | Sergio Ramos         |

## Bota de Oro
La Bota de Oro es el trofeo con el que se premia cada año al mayor goleador de las ligas europeas. El trofeo se empezó a otorgar en la temporada 1967-68.